# Henrik Shipstead
Henrik Shipstead, né le 8 janvier 1881 à Burbank Township (Minnesota) et mort le 26 juin 1960 à Alexandria (Minnesota) est un homme politique américain. Membre par moments du Parti républicain ou du Parti démocrate, il est sénateur des États-Unis pour le Minnesota entre 1923 et 1947.

## Biographie
Shipstead est un dentiste avant d'entrer en politique. Maire de Glenwood puis membre de la Chambre des représentants du Minnesota, il devient en 1923 membre du Sénat des États-Unis. Il reste en poste pendent plus de 20 ans. Comme membre du Sénat, il se fait remarquer en tant que fervent partisan de l’isolationnisme et pour ses positions particulièrement antisémites. 